# Germantown (Wisconsin)
Germantown ist eine Gemeinde (mit dem Status „Village“) im Washington County im US-amerikanischen Bundesstaat Wisconsin. Das U.S. Census Bureau ermittelte bei der Volkszählung 2020 eine Einwohnerzahl von 20.917.
Der Ort ist Bestandteil der Metropolregion Milwaukee.
Die ersten Siedler stammten u. a. aus einer Gruppe, die 1852 aus Altstrimmig und Mittelstrimmig aufgebrochen war.

## Geografie
Germantown liegt im Südosten Wisconsins, im nordwestlichen Vorortbereich von Milwaukee. Die geografischen Koordinaten von Germantown sind 43°13'43" nördlicher Breite und 88°06'37" westlicher Länge. Das Gemeindegebiet erstreckt sich über eine Fläche von 34,5 km² und wird vollständig von der Town of Germantown umgeben, ohne dieser anzugehören.
Nachbarorte von Germantown sind Grafton (21,9 km nordöstlich), Mequon (10,6 km östlich), Menomonee Falls (an der südlichen Ortsgrenze), Sussex (18,5 km südwestlich), Richfield (an der nordwestlichen Ortsgrenze) und Jackson (14,6 nordnordwestlich).
Das Stadtzentrum von Milwaukee befindet sich 29 km südöstlich. Die weiteren nächstgelegenen Großstädte sind Green Bay am Michigansee (175 km nördlich), Chicago in Illinois (178 km südlich), Rockford in Illinois (158 km südwestlich) und Wisconsins Hauptstadt Madison (126 km westsüdwestlich).

## Verkehr
In Nordwest-Südost-Richtung führen auf einer vierspurig ausgebauten gemeinsamen Strecke die US-Highways 41 und 45 durch Germantown. Daneben treffen noch die Wisconsin State Highways 145, 167 und 175 in Germantown zusammen. Alle weiteren Straßen sind untergeordnete Landstraßen, teils unbefestigte Fahrwege sowie innerörtliche Verbindungsstraßen.
In Germantown treffen mehrere Eisenbahnlinien der Wisconsin and Southern Railroad (WSOR), einer regionalen (Class II) Frachtverkehrsgesellschaft sowie der Union Pacific Railroad zusammen. 
Der nächste Flughafen ist der Milwaukee Mitchell International Airport in Milwaukee (40,1 Kilometer südöstlich).

## Bevölkerung
Nach der Volkszählung im Jahr 2010 lebten in Germantown 19.749 Menschen in 7766 Haushalten. Die Bevölkerungsdichte betrug 572,4 Einwohner pro Quadratkilometer. In den 7766 Haushalten lebten statistisch je 2,53 Personen. 
Ethnisch betrachtet setzte sich die Bevölkerung zusammen aus 92,6 Prozent Weißen, 2,2 Prozent Afroamerikanern, 0,2 Prozent amerikanischen Ureinwohnern, 3,1 Prozent Asiaten sowie 0,5 Prozent aus anderen ethnischen Gruppen; 1,4 Prozent stammten von zwei oder mehr Ethnien ab. Unabhängig von der ethnischen Zugehörigkeit waren 2,0 Prozent der Bevölkerung spanischer oder lateinamerikanischer Abstammung. 
25,4 Prozent der Bevölkerung waren unter 18 Jahre alt, 61,2 Prozent waren zwischen 18 und 64 und 13,4 Prozent waren 65 Jahre oder älter. 51,1 Prozent der Bevölkerung war weiblich.
Das mittlere jährliche Einkommen eines Haushalts lag bei 73.646 USD. Das Pro-Kopf-Einkommen betrug 35.690 USD. 4,5 Prozent der Einwohner lebten unterhalb der Armutsgrenze.